# Đoàn Minh Huấn
Đoàn Minh Huấn (sinh năm 1971) là một lãnh đạo Đảng Cộng sản Việt Nam. Ông hiện là Ủy viên Ban Chấp hành Trung ương Đảng Cộng sản Việt Nam khoá XIII, Phó Giám đốc Thường trực Học viện Chính trị quốc gia Hồ Chí Minh.
Ông nguyên là Bí thư Tỉnh ủy Ninh Bình, Trưởng ban Chỉ đạo phòng chống tham nhũng, tiêu cực tỉnh Ninh Bình, Tổng biên tập Tạp chí Cộng sản, nguyên Ủy viên dự khuyết Ban chấp hành Trung ương Đảng khóa XII, nguyên là Giám đốc Học viện Chính trị khu vực 1, Học viện Chính trị Quốc gia Hồ Chí Minh.
Hiện trình độ học vấn của ông là Phó giáo sư, Tiến sĩ chuyên ngành Lịch sử Đảng.

## Tiểu sử và công tác
Ông Đoàn Minh Huấn sinh ngày 03 tháng 4 năm 1971 tại xã Sơn Long, quê quán tại xã Sơn Ninh, huyện Hương Sơn, tỉnh Hà Tĩnh. Cấp 2, ông là học sinh năng khiếu văn của huyện Hương Sơn, Nghệ Tĩnh. Sau đó ông cấp 3 tại Trường Lê Hữu Trác, huyện Hương Sơn, tỉnh Nghệ Tĩnh.
Trước tháng 3 năm 2016: ông là giảng viên; Phó Trưởng khoa, Trưởng khoa Lịch sử Đảng; Trưởng khoa Dân tộc, Tôn giáo và Tín ngưỡng; Trưởng khoa Chính trị học; Phó Bí thư Đảng ủy, Phó Giám đốc Học viện Chính trị - Hành chính Khu vực I; Bí thư Đảng ủy - Giám đốc Học viện Chính trị Khu vực I, Học viện Chính trị Quốc gia Hồ Chí Minh

## Sự nghiệp chính trị
Ngày 26 tháng 1 năm 2016 tại Đại hội Đảng Cộng sản Việt Nam lần thứ XII, ông được bầu làm Ủy viên dự khuyết Ban Chấp hành Trung ương Đảng Cộng sản Việt Nam khóa XII.

### Tạp chí Cộng sản
Ngày 28 tháng 3 năm 2016, ông được bổ nhiệm giữ chức Phó Tổng Biên tập Tạp chí Cộng sản.
Ngày 22 tháng 9 năm 2016, ông được giao làm Phó Tổng Biên tập Tạp chí Cộng sản phụ trách Tạp chí Cộng sản thay Tổng Biên tập Vũ Văn Phúc.
Ngày 27 tháng 7 năm 2017, ông được bổ nhiệm làm Tổng Biên tập Tạp chí Cộng sản.
Ngày 31 tháng 1 năm 2021, tại phiên bầu cử Đại hội Đảng toàn quốc lần thứ XIII, ông được bầu làm Ủy viên Ban Chấp hành Trung ương Đảng Cộng sản Việt Nam khoá XIII.

### Tỉnh Ninh Bình
Ngày 31 tháng 3 năm 2023, Ban Chấp hành Đảng bộ tỉnh Ninh Bình tổ chức hội nghị triển khai quyết định của Bộ Chính trị về công tác cán bộ. Bà Trương Thị Mai, Ủy viên Bộ Chính trị, Thường trực Ban Bí thư, Trưởng Ban Tổ chức Trung ương dự và chỉ đạo hội nghị.Tại hội nghị, ông Nguyễn Quang Dương, Phó trưởng Ban Tổ chức Trung ương công bố quyết định của Bộ Chính trị về công tác cán bộ.Theo đó, ông Đoàn Minh Huấn, Ủy viên Trung ương Đảng thôi giữ chức Tổng Biên tập Tạp chí Cộng sản. Bộ Chính trị điều động, chỉ định ông Đoàn Minh Huấn tham gia Ban Chấp hành, Ban Thường vụ Tỉnh ủy Ninh Bình và giữ chức Bí thư Tỉnh ủy Ninh Bình, nhiệm kỳ 2020-2025.

### Học viện Chính trị quốc gia Hồ Chí Minh
Ngày 30 tháng 6 năm 2025, ông Đoàn Minh Huấn, được Bộ Chính trị cho thôi giữ chức bí thư Tỉnh ủy Ninh Bình nhiệm kỳ 2020 - 2025, điều động, phân công bổ nhiệm giữ chức phó giám đốc thường trực Học viện Chính trị quốc gia Hồ Chí Minh kể từ ngày 1 tháng 7 năm 2025.